# Ruidoso, New Mexico
Ruidoso este un sat din Comitatul Lincoln, New Mexico, Statele Unite, învecinat cu Lincoln National Forest. Populația era de 8.029 la recensământul din 2010.  Orașul Ruidoso Downs și zona neîncorporată din Alto sunt suburbii din Ruidoso și contribuie la populația de 21.223 de locuitori din Zona Statistică Micropolitană Ruidoso.
Un oraș de stațiune montan, Ruidoso se află în lanțul muntos Sierra Blanca din centrul sudic al statului New Mexico, unde se unește cu Munții Sacramento spre sud. Ruidoso este o comunitate de stațiuni aproape de pârtiile Ski Apache, stațiunea de schi Mescalero Apache deținută de tribul de pe Sierra Blanca, munte aproape de 12.000-picior (3.700 m). Tribul operează, de asemenea, stațiunea „Inn of the Mountain Gods” din zonă, care include un cazinou, hotel, sala de arcade și un teren de golf. Ruidoso este cea mai mare comunitate din comitatul Lincoln și servește drept centru economic regional.
Satul și-a primit numele de la Rio Ruidoso (în spaniolă pentru „râul zgomotos”), un mic pârâu care traversează orașul. 

## Geografie
Ruidoso se află în sudul comitatului Lincoln, cu altitudini variind de la 6.400 picioare (2.000 m) la colțul de sud-est al satului în valea Rio Ruidoso până la peste 7.700 picioare (2.300 m) la capătul nordic al satului lângă Alto. Granița de sud și cea mai vestică a lui Ruidoso urmează linia Otero County. Satul este mărginit la est de orașul Ruidoso Downs. U.S. Route 70 trece prin partea de sud-est a satului, urmând valea Carrizo Creek în amonte de Rio Ruidoso. Autostrada duce spre est, pe valea Rio Ruidoso și Rio Hondo 70 mile (110 km) până la Roswell și la sud-vest peste Apache Summit 33 mile (53 km) către Tularosa. New Mexico State Road 48 trece prin centrul orașului Ruidoso pe Sudderth Drive, strada principală a satului, și duce spre nord 18 mile (29 km) către Capitan.

## Transport

### Aeroport
- Sierra Blanca Regional Airport, aflat la aproximativ 15 mile (24 km) nord-est de Ruidoso.

### Principalele autostrăzi
- U.S. Route 70
- NM 48